# حزب پان‌ایرانیست
حزب پان‌ایرانیست بنیاد گرفته از مکتب پان‌ایرانیسم و بر بنیاد خاک و خون (ملت و تبار ایرانی) که هدف خود را مبارزه با استثمار، استبداد و استعمار، و آرمان خود را یگانگی و نیرومندی ایرانیان بر اساس و بنیاد یک سیستم سلطنتی مشروطه و با توجه به ۵ اصل مد نظر این حزب یعنی ناسیونالیسم، سکولاریسم، دموکراسی، سوسیالیسم، و مدرنیسم می‌داند. منتقدان ایدئولوژی این حزب را برگرفته از فاشیسم می‌دانند. همچنین در اسناد حکومت پهلوی، این حزب را دارای برنامه‌ای «مانند فاشیسم» نام برده‌اند. پایه‌های مرامی (ایدئولوژیک) و سیاسی این تشکیلات، در ۱۵ شهریور ۱۳۲۶ بنیاد گذاشته شدند و در دی‌ماه ۱۳۳۰ وارد مرحلهٔ حزبی شدند. این حزب در دوره‌های گوناگون در مجلس شورای ملی نماینده داشت. پس از انقلاب ۱۳۵۷ مرکز اصلی حزب به خارج از ایران منتقل شد و هم‌اکنون در داخل و خارج از ایران به فعالیت خود ادامه می‌دهد. این حزب از سوی دولت ایران حالت غیرقانونی و مجرمانه دارد و اعضای آن چندین بار شناسایی، دستگیر و زندانی شدند.

## تاریخچه
ریشه‌های حزب پان ایرانیست از فعالیت‌های سروانی به نام محسن جهانسوز شروع شد. او و ده تن از یارانش به اتهام سازماندهی یک «توطئه فاشیستی» علیه رضاشاه دستگیر و اعدام شدند. اقدامات او منجر به ایجاد احزاب کوچک متعدد وقف پان ایرانیسم از جمله حزب سومکا، حزب آریا، و حزب پان ایرانیست شد. مکتب پان‌ایرانیسم در سال ۱۳۲۶ به رهبری محسن پزشکپور و با همراهی علیرضا رئیس، داریوش فروهر، داریوش همایون، فرید سیاح سپانلو، علینقی عالیخانی، خداداد فرمانفرمائیان، احمد مختاری، مهدی بهره‌مند و بیژن فروهر بنیان‌گذاری گردید. اما ناصر انقطاع معتقد است که داریوش فروهر بعداً به این حزب پیوسته است. حزب پان ایرانیست به شدت ملی‌گرا بود و گرایش‌های فاشیست گونه از خود نشان می‌داد. این حزب یهودستیز، کمونیست ستیز، و سرمایه‌داری ستیز بود. احساسات حامی هیتلر در مکتوبات و جلسات آن، که در آن نوشته‌های هیتلر و دیگر انتشارات نازی به بحث گذاشته و پخش می‌شد آشکار بود. نمادها و یونیفرم‌های این حزب یادآور آلمان نازی بود.
افراد این مکتب در سال‌های ۱۳۲۰ به هنگام ورود نیروهای انگلیسی به ایران و در سال‌های ۱۳۲۴ و ۱۳۲۵ به هنگام اشغال آذربایجان به‌دست ارتش سرخ با تشکیل گروه‌های ضربت و زیرزمینی به مبارزه علیه بیگانگان پرداخته بودند. البته در سال ۱۳۲۲ این افراد تشکیلاتی را با نام گروه انتقام تشکیل دادند، که به‌نوعی مقدمه‌ای بر حزب پان‌ایرانیست بود. حزب پان‌ایرانیست در دی‌ماه سال ۱۳۳۰ با ادغام حزب نبرد ایران در این مجموعه تحت عنوان حزب ملت ایران بر بنیاد پان‌ایرانیسم رسماً تشکیل گردید.
در همان مراحل اول گروهی به پیشگامی محمد مهرداد و منوچهر تیمسار، سازمان پان‌ایرانیست، یا پرچمداران پان‌ایرانیسم، را به وجود آوردند. سپس با بروز اختلاف در همان سال داریوش فروهر و محسن پزشکپور، دو تن از اعضای برجستهٔ حزب بر سر روش فعالیت سیاسی و موضع‌گیری در قبال درگیری میان شاه و مصدق و سلطنت شاه مطابق با قانون اساسی مشروطه، اختلاف نظر پیدا کردند. مجموعه به دو گروه حزب ملت ایران بر بنیاد پان‌ایرانیسم به رهبری و دبیرکلی داریوش فروهر و حزب پان‌ایرانیست به رهبری محسن پزشکپور ایجاد می‌شود.

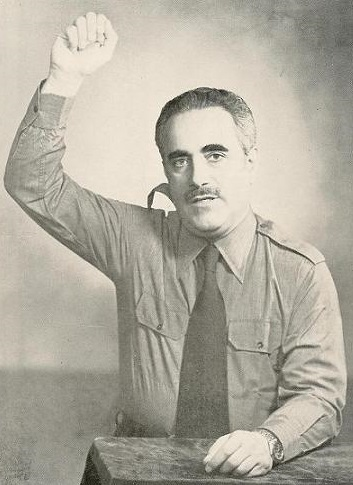
محسن پزشکپور

به‌طور کلی، تشکیل حزب پان‌ایرانیست را می‌توان به سه بخش تقسیم کرد:
1. مرحله جنبش، که از سال ۱۳۲۰ تا ۱۳۲۶ به طول انجامید. در این مرحله محسن پزشکپور و محمدرضا عاملی تهرانی به همراه چند تن از جوانان به پایه‌گذاری جنبش پرداختند و گره انتقام را برای مبارزه تشکیل دادند.[۳۶]
2. مرحله مکتب، جوانان جنبش برای تبلیغ و گسترش مکتب پان‌ایرانیسم از ۱۵ شهریور ۱۳۲۶ تا ۱۳۳۰ تلاش کردند. در این بخش افرادی چون: خداد فرمانفرمائیان، هاراطونیان، نستور ولادیکا، باقر عالیخانی و صدها تن دیگر به مکتب و جمع بنیان‌گذاران پیوستند.
3. مرحله حزبی: دی ماه ۱۳۳۰–اکنون: حزب پان ایرانیست بر بنیاد مکتب پان ایرانیسم با هدف تلاش برای یگانگی سرزمین‌های ایرانی و تربیت نیروهای اداره کننده کشور شکل گرفت و تاکنون به فعالیت خود ادامه می‌دهد.

### مرام‌نامه
در سال ۱۳۲۶ محسن پزشکپور، به‌پاسداشت علیرضا رئیس نخستین بیانیه حزب پان‌ایرانیست را نگاشت که اصول «پان‌ایرانیسم» را شرح می‌داد و به‌نوعی نخستین مرامنامه این حزب به‌شمار می‌آید. این بیانیه به‌شرح زیر بود:
«ما بنیان‌گذاران انجمن که نخستین پایه ایران‌پرستی را بر روی شانه‌های خود برپا کردیم، به خدای خود و شرافت انجمن خود … سوگند یاد می‌کنیم که برای همیشه و تا ابد، جز پان‌ایرانیسم برای خود آرزویی تشخیص ندهیم و انجمن و ایران را جز به سوی این آینده درخشان و دوست‌داشتنی نرانیم».
این بیانیه به «فرمان رئیس» مشهور شد.
در سال ۱۳۲۸، این حزب مبانی فکری خود را منتشر کرد:

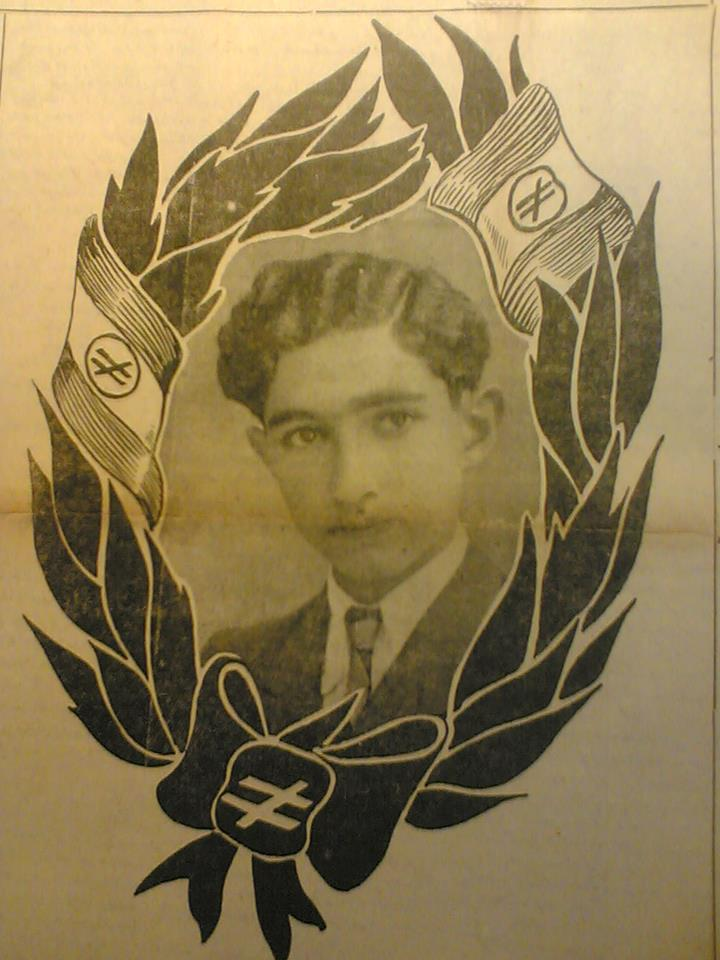
تصویری از علیرضا رئیس که توسط پان‌ایرانیست‌ها با عنوان «اولین شهید پان‌ایرانیسم» یاد می‌شود.

«زندگی و اخلاق فرهنگ نوین ملی خانواده، مسائل سیاسی». حزب پان‌ایرانیست جهان را درحال حرکت به سمت ناسیونالیسم آگاه می‌دانست که در آن فقط عناصر مؤمن به ناسیونالیسم، توانایی رهبری جنبش‌های ملی را دارند. مهم‌ترین اولویت پان‌ایرانیسم مبارزه با حزب توده و شعار این مکتب نیز «فلات ایران به زیر یک پرچم» بود که به بازگشت قلمروهای تجزیه‌شده از ایران در ۱۵۰ سال اخیر اشاره داشت

### ملی شدن صنعت نفت و به‌وجود آمدن حزب ملت ایران
حزب پان‌ایرانیست در جریان مبارزات مربوط به ملی شدن صنعت نفت تا کودتای ۲۸ مرداد حضور فعال داشت و از دولت محمد مصدق حمایت می‌کرد. در تاریخ ۳۰ تیرماه ۱۳۳۱ یکی از اعضای حزب در جریان تظاهرات کشته شد و در جریان کودتای بیست و هشتم مرداد سال ۱۳۳۲ اوباش همراه با شعبان جعفری به دفتر مرکزی حزب در تهران یورش بردند.

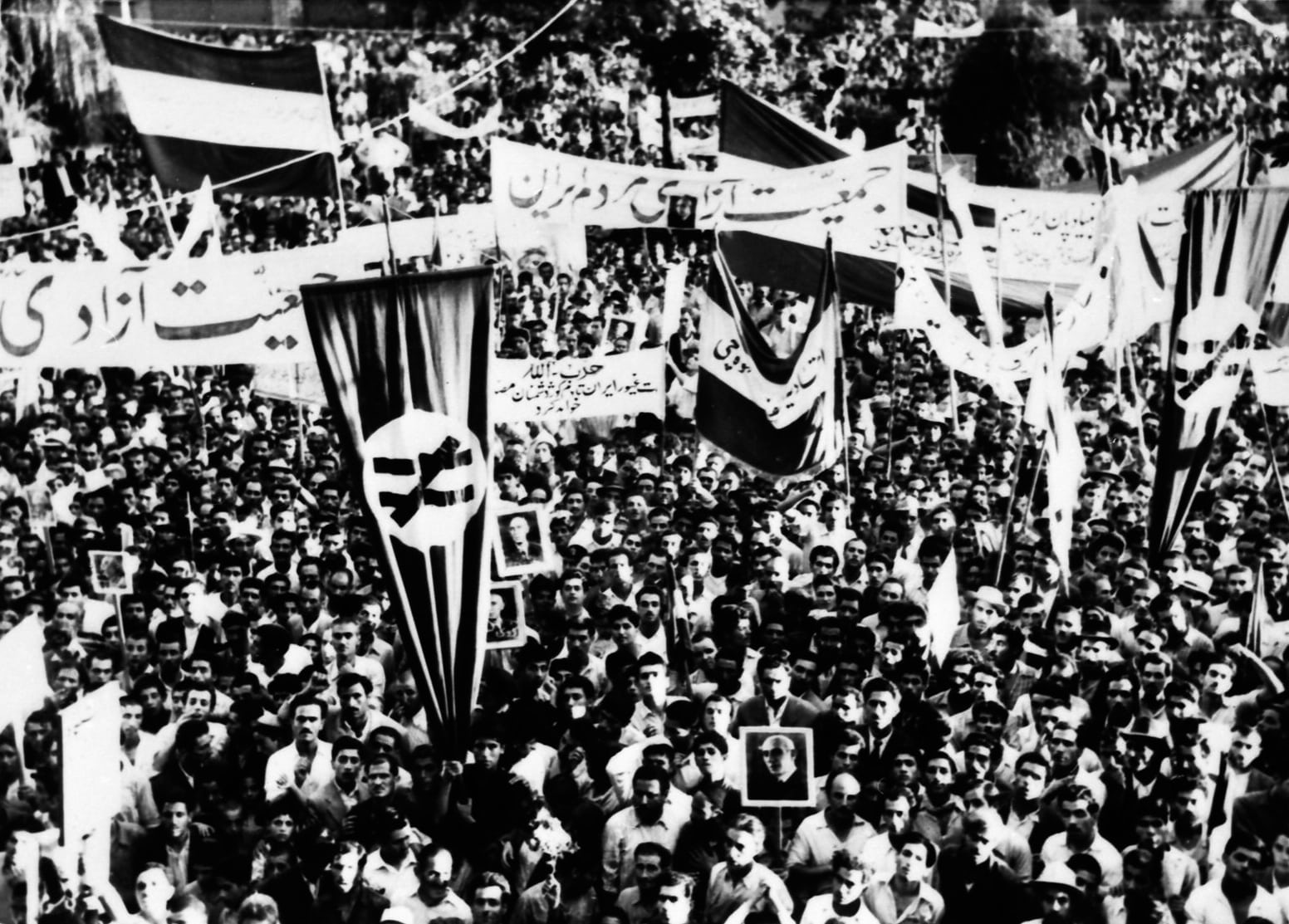
تجمع مردم در حمایت از مصدق در ۲۵ مرداد ۱۳۳۲، پرچم پان‌ایرانیست‌ها نیز مشاهده می‌شود.

اما پس از کودتای ۲۸ مرداد، حزب پان‌ایرانیست سیاست عدم تقابل با حکومت را در پیش گرفت؛ و در مقابل حزب ملت ایران بر بنیاد پان‌ایرانیسم به رهبری داریوش فروهر به عنوان یک گروه مخالف به جبهه ملی ایران پیوست و فعالیت خود را در قالب یک گروه اپوزیسیون ادامه داد. همین انشعاب باعث شد که تا مدتی حزب پان‌ایرانیست را «پان‌ایرانیست‌های پزشکپوری» بخوانند.

### اهداف حزب در زمان تأسیس
حزب پان‌ایرانیست که جهان را درحال حرکت به سمت ناسیونالیسم می‌دانست، عقیده داشت که در آن فقط عناصر مؤمن و معتقد به ناسیونالیسم، توانایی رهبری و سازماندهی جنبش‌های ملی ایرانی را دارند. مهم‌ترین اولویت مکتب پان‌ایرانیسم و سپس حزب پان‌ایرانیست مبارزه با حزب توده ایران و شعار این مکتب نیز «فلات ایران به زیر یک پرچم» بود که به بازگشت سرزمین‌های تجزیه‌شده از ایران در ۱۵۰ سال اخیر اشاره داشت.

## ادغام و انشعاب
مکتب پان‌ایرانیسم ابتدا با حزب نبرد ایران ادغام شده و حزب ملت ایران بر بنیاد پان‌ایرانیسم به وجود می‌آید سپس در پی بروز اختلافات سازمان پان‌ایرانیست یا پرچمداران پان‌ایرانیسم از مجموعه جدای می‌شوند و پس از مدتی گروهی از افراد مکتب پان‌ایرانیسم از حزب ملت ایران بر بنیاد پان‌ایرانیسم جدا شده و حزب پان‌ایرانیسم را تأسیس می‌کنند.

### حزب ملت ایران
در آبانماه ۱۳۳۰ در پی ائتلاف مکتب پان ایرانیسم با حزب نبرد ایران اسم حزب جدید بنام «حزب ملت ایران بر بنیاد پان‌ایرانیسم» نامگذاری شده و داریوش فروهر دبیر حزب می‌گردد و حسن علی صارمی کلالی به اتفاق محسن پزشکپور، محمدرضا عاملی تهرانی، جواد تقی‌زاده کمیته موقت عالی رهبری را تشکیل می‌دهند. پس از جدایی محسن پزشکپور، محمدرضا عاملی تهرانی، اسماعیل فریور، و هوشنگ آقابیاتی، به عنوان کمیته موقت حزب پان ایرانیست حسن علی صارمی کلالی دبیرکل و بعد از او داریوش فروهر و بعد خسرو سیف دبیرکلی این مجموعه را برعهده داشتند

### حزب ایرانیان
فضل‌الله صدر، پس از پیروزی در انتخابات دوره بیست و سوم‌مجلس شورای ملی در حوزه انتخابیه قم، حزب ایرانیان را به‌عنوان حزبی منشعب از حزب پان‌ایرانیست بنیان‌گذاشت.

### سازمان حزب پان‌ایرانیست هیئت اجرایی / هاج
به دنبال ائتلاف حزب پان‌ایرانیست با حزب دموکرات کردستان هوشنگ طالع به همراه عده ای از این حزب جدا شده و حزب پان ایرانیست هیئت اجرایی / هاج را پایه‌گذاری کرد.

## ایدئولوژی
حزب پان‌ایرانیست که بنیاد گرفته از مکتب پان‌ایرانیسم است، براین باور است که تمامی مردمان ایرانی‌تبار باید زیر یک پرچم و در کشوری واحد به نام ایران زندگی کنند. این حزب که حزبی ملی‌گرا به‌حساب می‌آید، پان‌ایرانیسم را همان ملی‌گرایی ایرانی می‌داند. پان‌ایرانیسم ملت را مقوله‌ای تاریخی می‌داند و طبق گفتهٔ پان ایرانیست‌ها این مکتب بنابر ناسیونالیسم تاریخی است. آرمان اصلی این حزب ایجاد دوبارهٔ ایران بزرگ فرهنگی و متحد نمودن ایرانیان است. حزب پان ایرانیست نیز طبق مکتب پان‌ایرانیسم، هدف خود مبارزه با استعمار ایران (که جوانان مؤسس نیز با این نیت حزب را ایجاد کرده بودند) و همچنین یگانگی و نیرومندی ایرانیان می‌داند.
حزب پان‌ایرانیست در نشریه موسوم به ضد استعمار مکتب پان‌ایرانیسم را اینگونه معرفی می‌کند:
پان‌ایرانیسم وحدت و هماهنگی همهٔ تیره‌های ایرانی است در جهت استقرار حاکمیت ملت ایران. ملت بزرگ ایران دارای یک وطن، یک تاریخ، یک فرهنگ و آداب و رسوم می‌باشد. پراکندگی، تفرقه و تشتت و وضع کنونی به ملت ایران تحمیل شده است. پان‌ایرانیسم نهضت وحدت طلب ملت ایران است. پان‌ایرانیسم جنبشی است سازنده و خلاق. نظامی است نوین براساس هدف‌های پرفروز تاریخ ایرانزمین. پان‌ایرانیسم راهی است برای ملت ایران برای رهایی و وحدت.
محمود افشار یزدی که نخستین کسی بود که از واژه پان‌ایرانیسم استفاده کرده بود، این مکتب را این‌گونه تعریف می‌کند:
پان‌ایرانیسم در نظر من باید «ایده‌آل» و هدف اشتراک مساعی تمام ساکنین قلمرو زبان فارسی باشد در حفظ زبان و ادبیات مشترک باستانی. منظورم اتحاد کلیه ایرانی‌نژادان - فارس‌ها، افغان‌ها، لرها و آذری‌ها، کردها، بلوچ‌ها، تاجیک‌ها و غیره- است برای حفظ و احترام تاریخ چندهزار سال مشترک و زبان ادبی و ادبیات مشترک. هیچ‌وقت عقلای ایران اندیشه اینکه به خاک کشورهای دیگر تجاوز کنند را در مخیله خود نداشته‌اند. همیشه حرف این بوده است که ما باید از لحاظ ارضی وضع کنونی خود را نگاه داریم و استوار کنیم. پان‌ایرانیسم ما باید جنبه دفاعی و فرهنگی داشته باشد نه تهاجمی. به این معنی که در برابر «پان» های دیگر، مانند پان‌تورانیسم یا پان‌عربیسم که قصد تجاوز از حدود ارضی خود دارند، مقاومت داشته باشیم.
حزب پان‌ایرانیست درحال حاضر به عنوان یک حزب اپوزیسیون نظام جمهوری اسلامی فعالیت می‌کند و خواهان بازگشت و برپایی نظام پادشاهی مشروطه است.

### حزب پان‌ایرانیست در برابر تجزیه ایران
هوشنگ طالع از رهبران پان‌ایرانیسم دلیل عینی (اوبژکتیو) بودن مکتب پان‌ایرانیسم را وحدت همگی اقوام ایران در درازای تاریخ می‌داند و اشاره می‌کند که این وحدت تنها در زمان‌های ویژه‌ای شکسته شده است که ایران با یورش‌های نظامی، تحمیل شکست، اشغال و تحمیل قراردادهای جدایی روبرو شده است؛ و برای نمونه این موارد را ذکر می‌کند: الف- یورش اسکندر در زمان هخامنشیان که تجلی پان‌ایرانیسم و اتحاد اقوام ایرانی بودند. پس از آن اشکانیان و سپس ساسانیان نزدیک به هزار سال توانستند ایرانیان را بار دیگر یکپارچه سازند. ب- یورش تازیان و از هم پاشیدن مرزهای ایران. پس ازآن صفویان توانستند دوباره ایران و همگی اقوام ایرانی را یکپارچه سازند. ج- تجزیهٔ ایران در سدهٔ ۱۷ میلادی از سوی روسیه و انگلیس در پی قراردادهای:
1. عهدنامه گلستان (۱۸۱۳م) جدایی بخش بزرگی از اران و قفقاز
2. عهدنامه ترکمان‌چای (۱۸۲۸م) جدایی بخش دیگری از اران و قفقاز
3. معاهده پاریس (۱۸۵۷) جدایی بخشی از خراسان و آریانا (افغانستان امروزی)
4. حکمیت گلداسمیت (۱۸۷۱م) جدایی مکران و بلوچستان
5. حکمیت گلداسمیت (۱۸۷۳) جدایی بخش‌هایی از سیستان
6. آخال (۱۸۸۱) جداسازی خوارزم و فرارود از ایران
7. ارزروم دوم (۱۸۷۴) جدایی ولایات سلیمانیه
8. مقاوله نامهٔ تهران (۱۹۱۱) تجزیهٔ ولایات خانقین
9. تجزیهٔ آگری (آرارات) کوچک (۱۹۳۲)
10. تجزیهٔ قریهٔ فیروزه (۱۹۵۴)
11. تجزیهٔ بحرین (۱۹۷۰)[۵۲]

## انقلاب ۱۳۵۷
این حزب در رفراندوم قانون اساسی جمهوری اسلامی در سال ۱۳۵۸ از مواضع سید روح‌الله خمینی حمایت نمود و اعلام کرد به جمهوری اسلامی رای خواهد داد. پس از انقلاب سال پنجاه و هفت و دستگیری اعضا و اعدام محمد رضا عاملی تهرانی، کادر مرکزی حزب پان‌ایرانیست در سال ۱۳۵۹ به خارج از ایران انتقال یافت؛ ولی محسن پزشکپور با وجود سختی‌های فراوان در سال ۱۳۷۰ به ایران بازگشت و حزب کوشش‌های خود را از سرگرفت.

### اپوزیسیون
حزب پان‌ایرانیست، پس از انقلاب ۱۳۵۷ همواره} به‌عنوان یک گروه مخالف نظام جمهوری اسلامی فعالیت کرده است. همچنین این حزب درطی سال‌ها انتخابات را تحریم کرده است.
از جمله این تحریم‌ها انتخابات سال ۱۴۰۰ بود که این حزب بیانیه‌ای برای این تحریم اعلام کرد که به‌قرار زیر است:
حزب پان ایرانیست با پذیرش مسئولیت ملی خود، ضمن دعوت از مردم ایران برای عدم شرکت در انتخابات، با امید و کوشش دو چندان تلاش‌های خود را برای تحقق آرمان حاکمیت ملت و برگزاری انتخاباتی واقعی، ملی، عادلانه و صحیح، مطابق با اصول مترقی مشروطیت ادامه خواهد داد.
پاینده ایران
حزب پان ایرانیست
۲۴ خرداد ۱۴۰۰ خورشیدی

### ائتلاف باحزب دموکرات کردستان
حزب پان‌ایرانیست در پاییز ۱۳۸۳ اقدام به ائتلاف با حزب دموکرات کردستان ایران کرده و در همین مورد بیانیه ای مشترک صادر نمود. در این بیانیه آزادی، دموکراسی، عدالت و برابری اقوام ایرانی در قدرت را خواستار شد. در این بیانیه با ملی خواندن حزب دموکرات از سایر احزاب ملی و مردمی درخواست شد تا به این ائتلاف برای گذار از جمهوری اسلامی به حکومتی ملی و دموکراتیک به پیوندند

## فعالیت‌های پارلمانی
حزب پان‌ایرانیست تحت عنوان و در فراکسیون گروه پارلمانی پان‌ایرانیست در مجلس شورای ملی فعالیت می‌کرد. این حزب از سال ۱۳۴۶ با شرکت در انتخابات مجلس دوره ۲۲ توانست ۵ عضو در مجلس شورای ملی داشته باشد. همزمان نیز در مجلس مؤسسان برای اصلاح قانون اساسی نیز حضور داشت. اعضای حزب پان‌ایرانیست تا سال ۵۷ به گونه آشکار و نهان در میدان سیاسی و فرهنگی ایران زمین حضور داشتند و چه در مجلس شورای ملی (دوره‌های ۲۲ و ۲۵) و چه در کابینه‌های وقت فعالیت می‌کردند؛ محسن پزشکپور و محمدرضا عاملی تهرانی دو تن از اندیشمندان و سیاستمدارانی هستند که به پایداری پایه‌های تئوریک نهضت پرداختند.

### تجزیه بحرین
با کودتای بیست و هشتم مرداد و سرنگونی دولت مصدق، برخی اعضای حزب دوران چند ماهه ای را در بازداشتهای کوتاه مدت به‌سر بردند. اما سیاست کلی حزب تا جریان تجزیهٔ بحرین و استیضاح دولت امیرعباس هویدا بر تنش زدایی و عدم تقابل با نظام حاکم استوار گردید و همچنین سلطنت شاه به عنوان اصلی از اصول قانون اساسی مشروطه مورد پذیرش قرار گرفت. اما پس از استیضاح دولت هویدا، تابلوهای دفاتر حزب پان‌ایرانیست در سراسر کشور جمع‌آوری شد و هر پان‌ایرانیستی که به شغلی بالاتر از آموزگاری اشتغال داشت از سمت خود برکنار گردید.

### حزب رستاخیز
با تصمیم شاه مبنی بر ظهور حزب رستاخیز به عنوان تنها حزب رسمی کشور، تمام احزاب قانونی و از جمله حزب پان‌ایرانیست موظف شدند تا در این حزب به صورت فرمایشی ادغام شوند اما این وضعیت چندان به درازا نکشید و در زمان نخست‌وزیری شریف امامی، محسن پزشکپور رسماً ابقای مجدد حزب پان‌ایرانیست و خروج از حزب رستاخیز را اعلان کرد. فعالیت‌های این حزب جدایی از حزب رستاخیز در ۲۹ خرداد ۱۳۵۷ با چهار عضو رسماً احیا شد.

### کرسی‌ها
کرسی‌های کسب شده توسط اعضای حزب پان‌ایرانیست در مجلس شورای ملی به شرح زیر است:
| سال‌ها     | کرسی‌ها   | تغییرات | منبع   |
| --------- | -------- | ------- | ------ |
| ۱۳۴۵–۱۳۵۰ | ۵ از ۲۱۹ | بی‌تغییر | [ ۶۸ ] |
| ۱۳۵۰–۱۳۵۶ | ۰ از ۲۶۸ | ۵       |        |
| ۱۳۵۶–۱۳۵۷ | ۴ از ۲۶۸ | ۴       | [ ۶۹ ] |

## کنگره‌های حزب پان‌ایرانیست بعد از انقلاب ۱۳۵۷
پس از انقلاب حزب پان ایرانیست موفق به برگزاری کنگره خود در سال‌های ۱۳۷۶، ۱۳۷۹، ۱۳۸۱ خورشیدی گردید ولی در برگزاری کنگره دهم خود در سال ۱۳۸۴ ناکام مانده و دیگر کنگره‌ای برگزار نکرده است.

### کنگره هفتم
در بهمن ۱۳۷۶ با ادامهٔ فعالیت‌ها، اولین کنگره حزب پس از انقلاب تشکیل شد. کنگره هفتم پان‌ایرانیست‌ها در بهمن ماه ۱۳۷۶ به ریاست مهدی صفارپور تشکیل و افراد زیر را به سمت شورای عالی رهبری انتخاب می‌کند: عبدالرضا باستانی، سهراب اعظم زنگنه، قدرت‌الله جعفری، مهدی صفارپور، سید رضا کرمانی، ابراهیم می‌رانی، منوچهر یزدی. در این کنگره محسن پزشکپور به سمت رهبری نهضت پان ایرانیسم برای همیشه انتخاب می‌شود و سید رضا کرمانی نیز مسوولیت دبیر شورای عالی حزب و مسوولیت اجرایی ان را عهده‌دار می‌گردد.

### کنگره هشتم
کنگره هشتم در مورخ ۲ اردیبهشت ماه ۱۳۷۹ در محل دفتر فعلی حزب پایگاه سیاووشان آغاز به کار می‌کند که با فشار مأموران امنیتی پس از سه ساعت به کار خود پایان می‌دهد با توجه به شرایط اضطراری کنگره قبل از خاتمه به ابقای شورای عالی رهبری قبلی رأی می‌دهد.

### کنگره نهم و اساسنامه
کنگره نهم حزب پان ایرانیست در تاریخ ۱۵ شهریور ماه ۱۳۸۱ با حضور ۲۷۰ نفر از منتخبان گردید. در این کنگره اساسنامه‌ای ارائه شد که در آن اعضای شورای عالی معرفی شدند؛ همچنین در این اساسنامه اهداف حزب پان ایرانیست شرح داده شد.

### کنگره دهم و دستگیری اعضا
پس از آن در سال ۱۳۸۴ با یورش نیروهای انتظامی و امنیتی، کنگرهٔ دهم حزب ناکام ماند و فشار بر اعضای حزب روز به روز بیشتر شده و متعاقباً تعدادی از اعضا در کرج، تهران، و خوزستان دستگیر و برخی با احکام حبس مواجه شدند.

### تغییرات
تا تابستان ۱۳۸۷ حزب کماکان با همان کنگرهٔ قبل فعال بود ولی در شهریور ماه ۱۳۸۷ با انجام تغییراتی در کادر رهبری زهرا صفارپور به‌جای سهراب اعظم زنگنه به دبیرکلی حزب انتخاب شد. اما در سال ۱۳۸۹ با توجه به اختلافات به وجود آمده و عدم امکان تشکیل کنگره جدید دو نفر از اعضای شورای رهبری در شهریور ماه ۱۳۸۹ رضا کرمانی و حسین شهریاری به همراه امضاء تنی چند از اعضا با انتشار بیانیه‌ای ادامهٔ فعالیت‌های کنگره نهم رابه مصلحت ندانسته و خواستار تشکیل شورای موقت رهبری در برونمرز شدند. در برابر، شورای عالی رهبری حزب پان ایرانیست، رضا کرمانی عضو شورا عالی رهبری را به همراه چند نفر دیگر از اعضای سازمان جوانان (حجت کلاشی، آرش کیخسروی، هومن اسکندری، فرهاد باغبانی، میلاد دهقان) اخراج نمود و به‌جای رضا کرمانی و حسین شهریاری از اعضای علی‌البدل برای تکمیل شورای عالی رهبری استفاده نمود.

## گروه‌های موازی
با توجه به خروج برخی از افراد از حزب پان ایرانیست این موضوع سبب گردید که زهرا صفارپور دبیرکل حزب پان ایرانیست در خصوص فعالیت‌های این حزب و همچنین دربارهٔ گروه‌های موازی بیانیه‌ای صادر کند و فعالیت‌های گروه‌های موازی مدعی پان‌ایرانیست و همین‌طور «سازمان جوانان حزب پان ایرانیست» و سایت‌های وابسته به این گروه‌ها را فاقد اعتبار و بی‌ارتباط با حزب پان ایرانیست اعلام کند. تکرار موضوع فوق باعث شد که مجدداً حزب پان ایرانیست در این خصوص بیانیه‌هایی مبتنی بر غیررسمی بودن و عدم وابستگی سایر سایت‌ها و گروه‌های همنام را اعلام نماید.

به نام خداوند جان و خرد
پاینده ایران
هم میهنان ارجمند و اندامان گرانقدر حزب پان ایرانیست - از آن روز که آموختم به ایران و سر بلندی ایران بیندیشم وارد راهی شدم که احساس کردم این راه تغییرناپذیر و بی‌بازگشت است …
وفاداری به راهی که برگزیده بودم سبب شد تا اعضای شورای عالی رهبری حزب پان ایرانیست در تاریخ ۱۷ / ۸ /۱۳۸۷ مرا به عنوان دبیرکل حزب پان ایرانیست برگزینند. چنین بود که مصمم شدم پایه‌های مسئولیت و وظایف حزبی ام را بر اساس فرامین کتاب " بنیاد " و اساسنامه حزب بنیاد نهم …
با چنین بینشی در طول مسئولیتم با تعداد بسیار اندک از جوانان روبرو شدم که جویای نام بودند و حزب را نردبانی برای مقاصد خود تصور می‌کردند. بعد از گفت و شنودهای بی‌حاصل با این جوانان، نظر خود را نسبت به اخراج آنان از حزب با شورای عالی رهبری در میان نهادم که پس از بر رسی‌های لازم حکم اخراج آنان طبق اساسنامه حزب صادر شد. ...
مدتی است در فضای مجازی، سایت و و بلاگ‌هایی مشاهده می‌گردند که خود را وابسته به سازمان جوانان حزب پان ایرانیست معرفی می‌کنند. از آنجا که به کرات در مورد این سایت یا سایت‌های دیگر مورد پرسش قرار گرفته‌ام، ضروری دیدم به اطلاع همگان برسانم که گردانندگان این سایت هیچ‌گونه ارتباطی با حزب پان ایرانیست تهران و دفتر مرکزی، پایگاه سیاوش ندارند و اساساً حزب، سازمانی به نام (سازمان جوانان) ندارد، زیرا مسایل مربوط به جوانان به صورت شورایی و زیر نظر شورای عالی رهبری حزب اداره می‌شود .
لذا تنها سایت مورد تأیید که زیر نظر شورای عالی رهبری حزب پان ایرانیست در فضای مجازی وجود دارد با مشخصات زیر و تنها نشریه حزب با عنوان " حاکمیت ملت " می‌باشد.
تأکید می‌نمایم سایت‌هایی که در فضای اینترنتی با نام پان ایرانیست وجود دارند از جمله " سازمان جوانان حزب پان ایرانیست " تحت کنترل و نظارت حزب پان ایرانیست نبوده و اقدامی است در راستای موازی سازی‌های مشکوک و فاقد اعتبار؛ لذا حزب پان ایرانیست هیچ‌گونه مسئولیتی را در قبال مطالب و نوشتار و اقدامات آن‌ها نمی‌پذیرد.

پاینده ایران— تهران – دبیرکل حزب پان ایرانیست: زهرا صفار پور ۱۵ آبان ماه ۱۳۹۱
تکرار موضوع فوق باعث شد که مجدداً حزب پان ایرانیست در این خصوص بیانیه‌هایی مبتنی بر غیررسمی بودن و عدم وابستگی سایر سایت‌ها و گروه‌های همنام را اعلام نماید.

## حزب پان ایرانیست در خارج از ایران
در طول تمام سال‌های پس از انقلاب ۱۳۵۷، علاوه بر آن دسته از هواداران حزب پان ایرانیست که در بیشتر شهرهای بزرگ ایران فعالیت دارند، بسیاری از ایشان در پایتخت‌های اروپایی و برخی شهرهای کانادا، استرالیا و ایالات متحده آمریکا تحت عنوان سازمان برون‌مرزی حزب پان ایرانیست به فعالیت‌های خود ادامه می‌دهند.

## انتخابات ریاست جمهوری ۱۳۹۲ و مجلس دهم
حزب پان ایرانیست مانند سایر احزاب ملی‌گرای اپوزیسیون داخل انتخابات جمهوری اسلامی ایران تحریم کرد.

## تشکیلات حزب پان‌ایرانیست و ساختار حزبی
ارکان حزب پان ایرانیست به شرح زیر است:
- کنگره‌های عادی و فوق‌العاده
- شورای عالی رهبری
- دبیرکل و سازمان‌های تشکیلاتی زیرنظر او
- شورای داوران

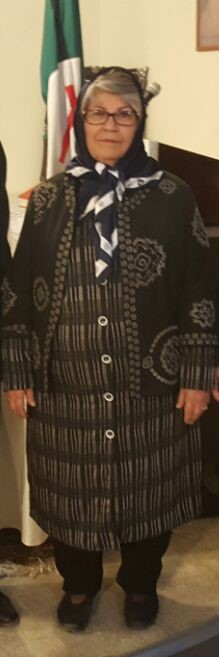
زهرا صفارپور دبیرکل پیشین حزب

مطابق با آخرین کنگره حزب پان ایرانیست (کنگره حسین طبیب) و تغییرات پس از آن افراد زیر مسئولیت‌های گروه‌های رهبری، داوری، دبیر کلی دارند:
اعضای شورای عالی این حزب شورای عالی رهبری زهرا صفارپور (دبیرکل)، قدرت‌الله جعفری (قائم مقام دبیرکل)، منوچهر یزدی (سخنگو) خلیل طلایی، اسماعیل رحیمی، نوربخش رحیم زاده، ابراهیم قیاسیان، رسول رازی، مهدی توکلی، مسعود جهان‌نما و سهراب اعظم زنگنه هستند.
مسئولان شهرستان‌ها و سازمان‌ها به نمایندگی حزب پان ایرانیست ابراهیم قیاسیان (دفتر مرکزی تهران، پایگاه سیاوش)، غلام حسین آصف (مسئول استان خوزستان)، حسن حیدری (مسئول شهرستان آبادان)، اسماعیل رحیمی (مسئول تشکیلات آذربایجان و کردستان)، خلیل طلایی (مسئول استان گلستان)، ضرغامی (مسئول استان لرستان)، امیری (مسئول شهرستان شیراز) و کیومرث پشتکوهی (مسئول شهرستان شاهین شهر) بودند.
اعضای شورای داوری این حزب رسول رازی، فضل‌الله امینی، عبدالرضا باستانی، غلام حسین آصف و مسعود جهان‌نما هستند.

## قانون اساسی پیشنهادی
حزب پان ایرانیست در سال ۱۳۹۷ قانون اساسی پیشنهادی خود را ارائه داد که مهم‌ترین اصول آن تأسیس حکومتی سلطنتی بر بنیاد نظام پارلمانی، سیوسیالیسم، دموکراسی، مدرنیسم، ناسیونالیسم و سکولاریسم هستند.

## نماد و درفش حزب پان ایرانیست

درفش حزب پان ایرانیست

گونه‌ای دیگر از درفش حزب پان ایرانیست که توسط حزب ملت ایران هم استفاده می‌شد.

درفش حزب پان ایرانیست، پرچم حزبی این حزب است که به سه‌رنگ ملی ایران مزین شده است. همچنین نشان مخالفتی روی مرکز این پرچم نقش بسته است که به‌معنای مخالفت با هر ایده استعماری، مخالفت با پراکندگی سرزمین‌های ایرانی، مخالفت با اندیشه‌های ضدانسانی، مخالفت با سازمان‌های فاسد، مخالفت با کمونیسم، مخالفت با پان‌اسلامیسم، مخالفت با همسویی کشورهای عربی و پان‌عربیسم، مخالفت با پان‌ترکیسم، مخالفت با صهیونیسم و نظم کنونی جهانی است. همچنین یک نوار سیاه‌رنگ، در وسط این پرچم نقش بسته است که به‌معنای سوگواری برای از دست دادن اراضی ایران است.

## ارگان حزب پان‌ایرانیست
ارگان حزب پان‌ایرانیست، حاکمیتِ ملت است. از فروردین ۱۳۷۷ نشریه داخلی حزب پان‌ایرانیست به نام «ضد استعمار» منتشر شد و از شماره ۴۴ به «حاکمیت ملت» تغییر نام داد.

## نشست‌های حزب
حزب پان ایرانیست در دو دفتر رسمی درون ایران اقدام به برگزاری نشست‌های حزبی می‌نماید.

### جلوگیری از برگزاری
مقامات جمهوری اسلامی ایران که فعالیت این حزب را غیرقانونی می‌دانند، به فعالیت‌ها و نشست‌های این حزب اعتراض کردند.

## مخالفت‌ها و انتقادها
برخی از احزاب سیاسی با استناد به اینکه حزب پان ایرانیست با حزب سومکا ارتباط داشته، این را یک حزب فاشیست و تمامیت‌خواه می‌دانند؛ که حزب پان ایرانیست همواره این ادعاها را رد کرده است.

### مبارزه با گروه‌های تجزیه‌طلب
حزب پان ایرانیست که از ابتدای بنیانگذاری، با سازمان‌ها و اندیشه‌های تجزیه‌طلب مانند پان‌ترکیسم، پان‌عربیسم و با فدرالیسم مخالف بوده است.

### غیرقانونی شناخته شدن توسط حکومت ایران
این حزب توسط نظام جمهوری اسلامی ایران به عنوان یک حزب غیرقانونی شناخته می‌شود؛ و اعضای این حزب چندبار به علت فعالیت علیه نظام روانه زندان شده‌اند؛ و حتی یک‌بار حکم جلب زهرا صفارپور رهبر این حزب نیز، صادر شده‌بود.